# Parc national du Nord-Est du Groenland
Le parc national du Nord-Est du Groenland (groenlandais : Kalaallit Nunaanni nuna eqqissisimatitaq) est le plus grand parc national au monde et le seul au Groenland,. La surface occupée sur quelque 972 000 km2 dans le Nord-Est de l'île représente 44,85 % du territoire de cette dernière.
Il s'agit également du parc national le plus septentrional du monde, son point le plus au nord dépassant de peu celui du parc national Quttinirpaaq au Canada.

## Géographie

Découpage administratif du Groenland depuis le 1 1 2018, avec les cinq municipalités (en gris) et le parc national du Nord-Est du Groenland (en orange).

Occupant tout le nord-est du Groenland, le parc a des limites communes avec les municipalités de Sermersooq au sud et d'Avannaata à l'ouest. L'essentiel de la surface du parc est situé sur l'inlandsis du Groenland, mais il y a également de grandes zones libres de glace le long de la côte et en terre de Peary au nord.

### Démographie
À l'exception de quelques dizaines de résidents permanents (employés du parc, militaires, scientifiques, techniciens, agents de maintenance et leur famille), cet espace est toujours hors de l'écoumène.
Ces résidents se répartissent comme suit :
- Daneborg : douze au siège de la patrouille Sirius surveillant le parc ;
- Danmarkshavn : huit à la station météorologique ;
- Base Nord : cinq à la base scientifique et militaire ;
- Metersvig : deux à l'avant-poste militaire ;
- Zackerberg : station de recherche occupée uniquement en été pouvant accueillir vingt personnes ;
- Summit : station de recherche située sur l'inlandsis.

## Histoire
Créé le 22 mai 1974 sur le territoire de la municipalité d'Ittoqqortoormiit dans le comté de Tunu, il atteint sa taille actuelle en 1988, lorsqu'il se voit adjoindre le nord-est du comté d'Avannaa. En janvier 1977, le parc est reconnu en tant que réserve de biosphère par l'UNESCO.

## Faune
On trouve une population de 5 000 à 15 000 bœufs musqués (près de 40 % de la population mondiale de cette espèce) et de nombreux ours polaires dans les régions côtières. Parmi les autres mammifères, on trouve des renards arctiques, des hermines, des rennes, des lemmings à collier, des lièvres arctiques. Les rennes ont quitté la zone du parc en 1900 et les loups en 1934 ; cependant ces derniers y retournent occasionnellement.
De nombreuses espèces de mammifères marins sont présentes dans les eaux environnantes, notamment le phoque annelé et le morse. Le narval et le béluga sont les seuls cétacés à y être présents de manière régulière, mais des orques, des dauphins, des baleines de Minke et des cachalots y séjournent régulièrement.
Parmi les espèces d'oiseaux nichant dans le parc, l'on trouve le plongeon huard, la bernache nonnette, l'oie à bec court, l'eider à duvet, l'eider à tête grise, le faucon gerfaut, le harfang des neiges, le bécasseau sanderling, le lagopède alpin et le corbeau.

## Galerie

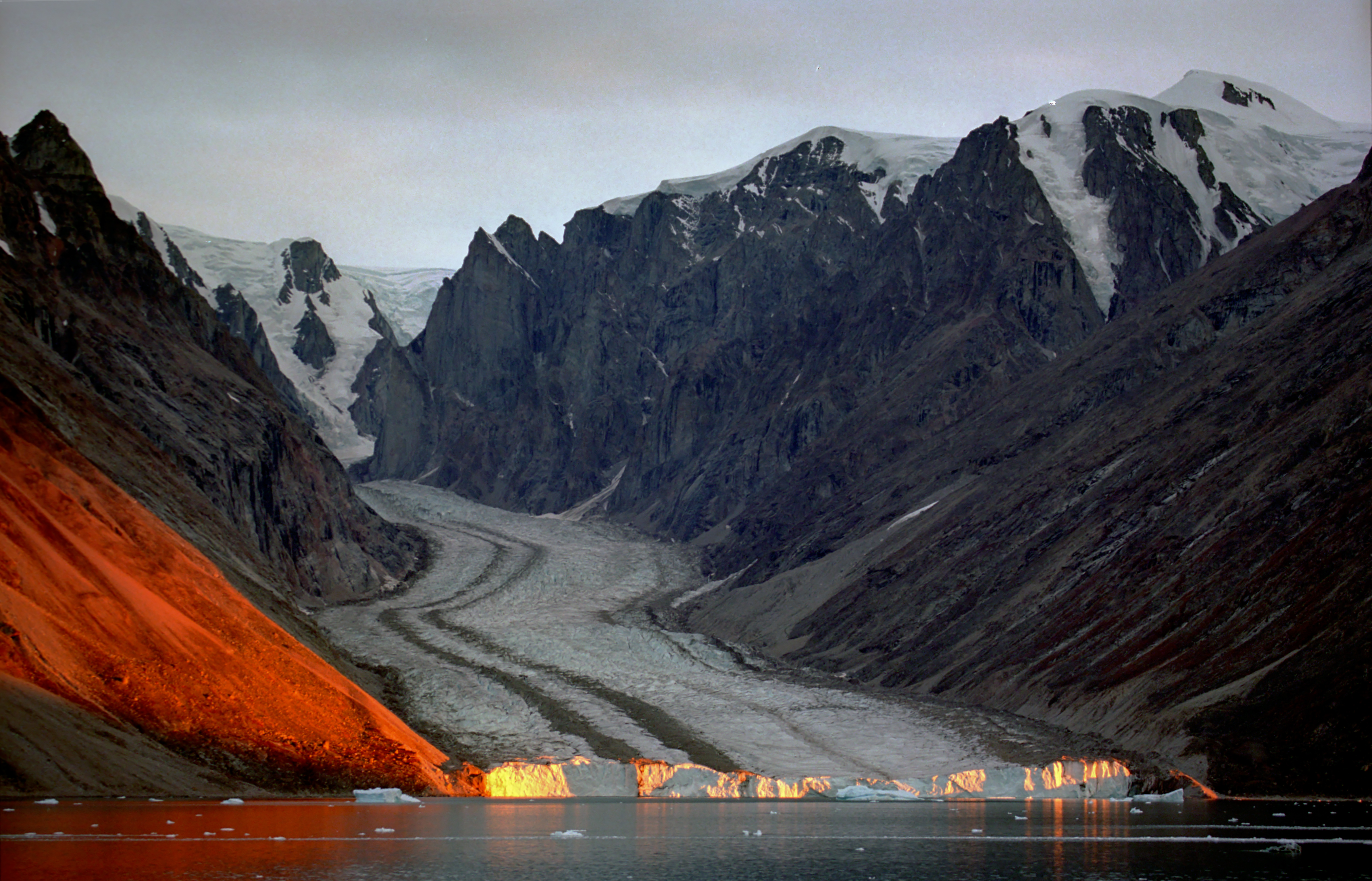
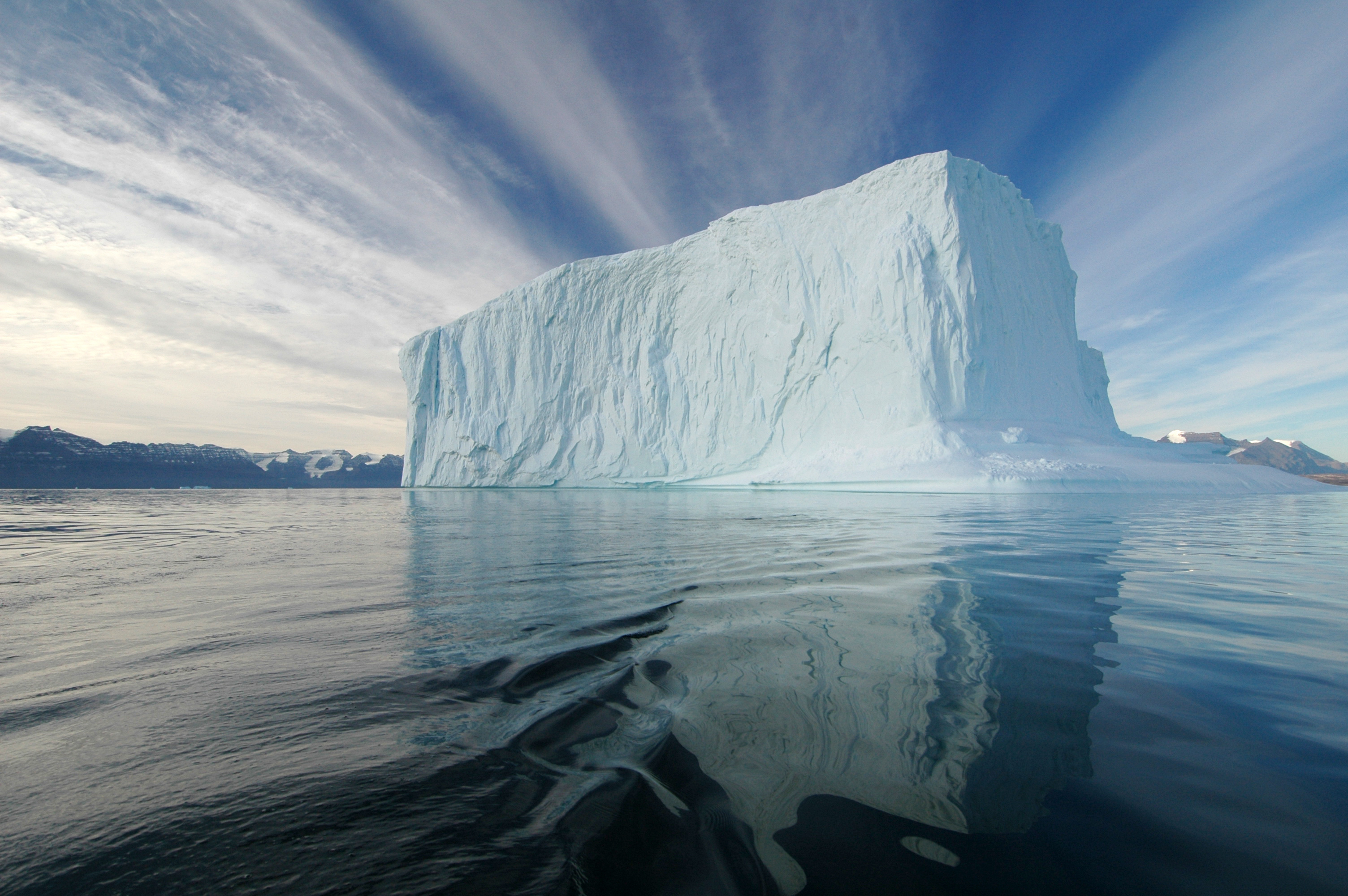
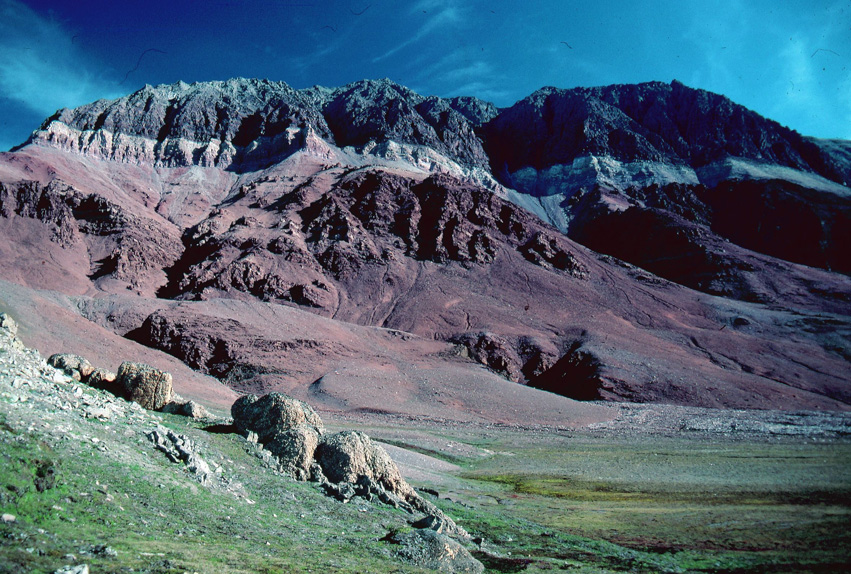
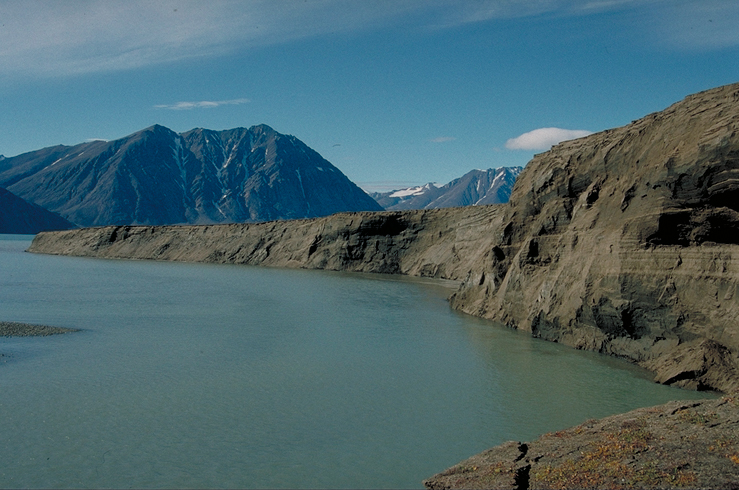
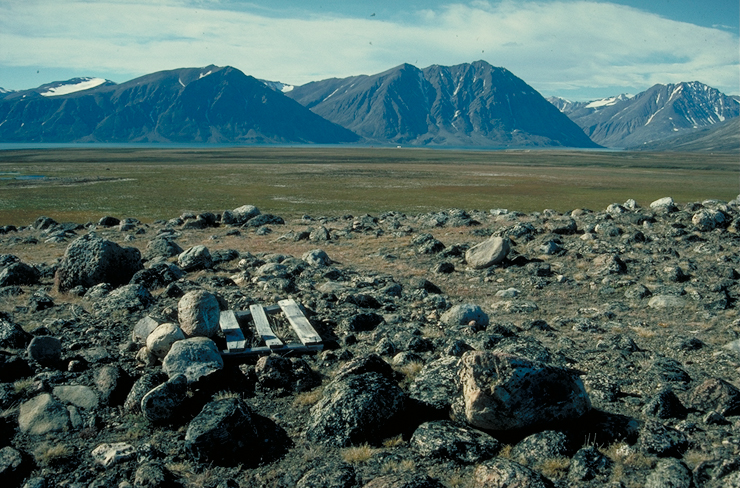
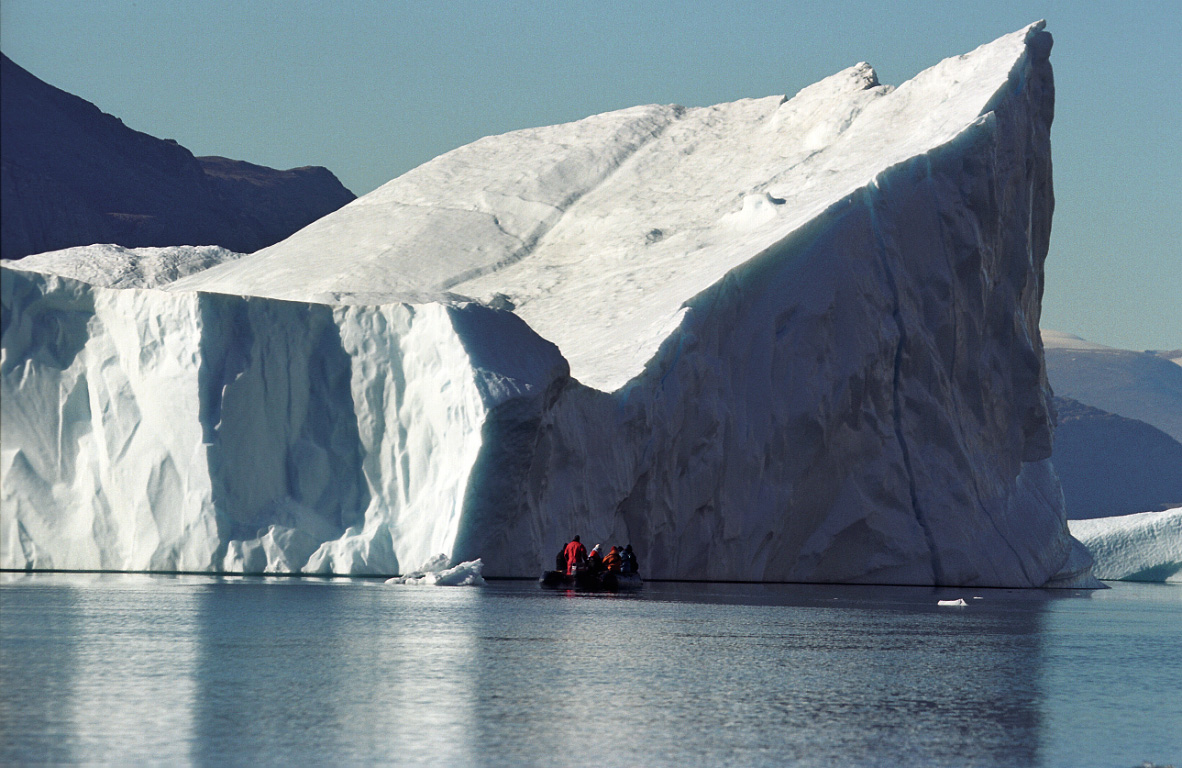
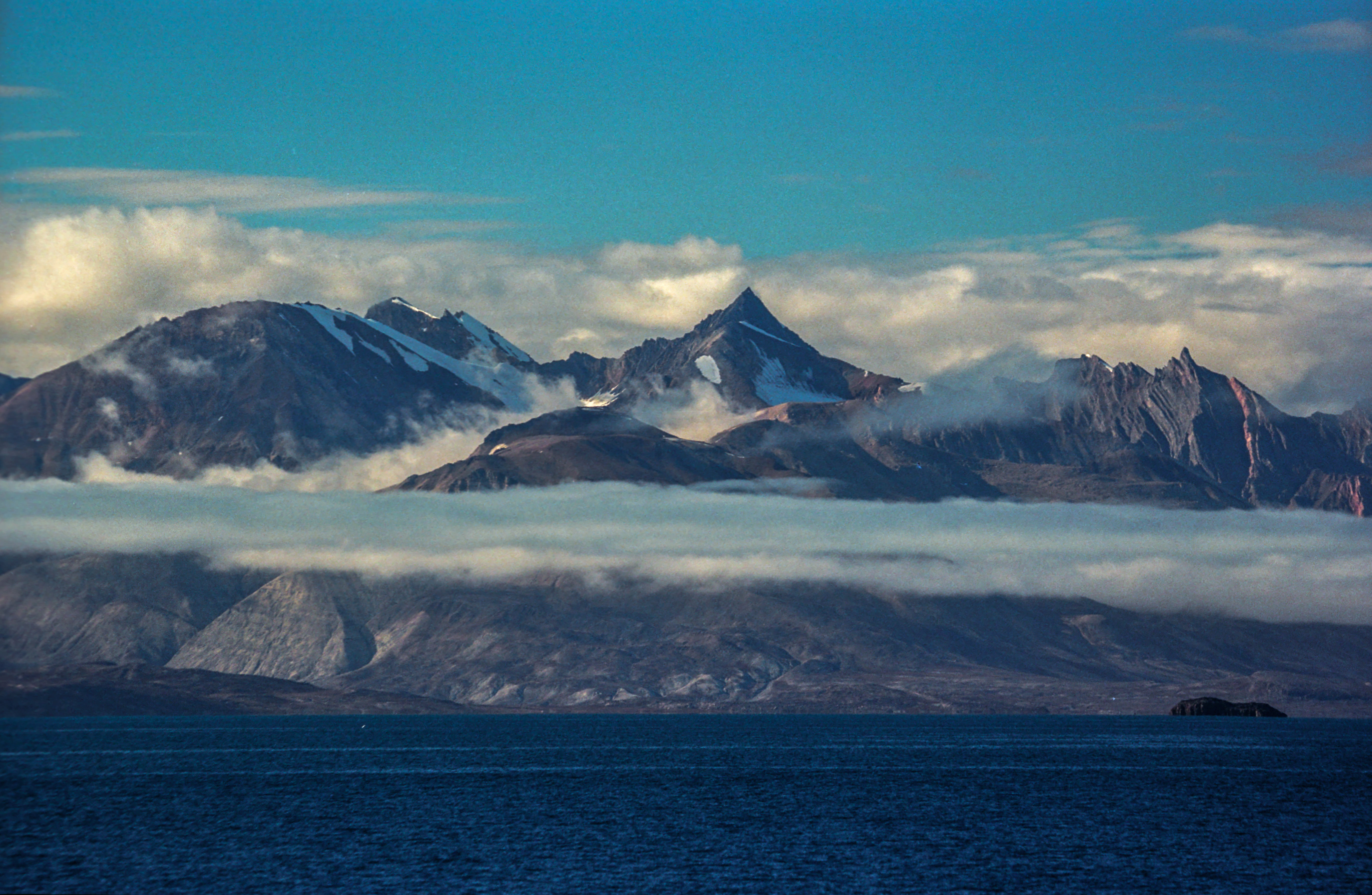